# Michel Hannoun
Michel Hannoun, né le 7 mars 1949 à Constantine (Algérie), est un médecin et homme politique français.

## Biographie

### Politique
Du 16 mars 1986 au 14 mai 1988, il est député de 1986 à 1988 sous la proportionnelle, il se représente en 1988 sous l'étiquette Rassemblement pour la République (RPR)  mais est battu par le socialiste Yves Pillet qui remporte l'élection avec 50,62 %. Il se représente à la députation en 1993 dans la 9e circonscription de l'Isère et est réélu face à André Vallini avec 55,78 %. En 1997, il se représente pour un 3e mandat de parlementaire, il passe le 1er tour en tête avec 30,06 % mais échoue au second avec 46,54 % face à André Vallini. Il est aussi maire de Voreppe, conseiller général du canton de Voiron de 1985 à 2002, 1er vice-président du conseil général de l'Isère puis président par intérim en l'absence d'Alain Carignon et président à la suite de la démission de celui-ci.
En dehors de ses anciennes activités politiques, Michel Hannoun est un haut dirigeant de la Grande Loge de France, deuxième obédience maçonnique en France (plus de 31 000 membres). C'est en cette qualité qu'il représente cette obédience dans une audition à la commission des affaires économiques de l' Assemblée Nationale le 2 février 2023, dans le cadre des travaux préparatoires de modification de la loi Claeys-Léonetti du 2 février 2016, sur la fin de vie.

### Carrière privée
De 1999 à 2001, il occupe la fonction de directeur des relations extérieures et de la communication du groupe Servier. En 2002, il devient directeur des études Servier Monde.
Il est également président de l'Association des cadres de l'industrie pharmaceutique (ACIP) de 2008 à 2020.

## Synthèse des fonctions et des mandats

### Mandats locaux
- De 1976 à 2001, maire de Voreppe.
- De 1985 à 2002, conseiller général du canton de Voiron.
- Du 20 septembre 1996 au 9 décembre 1997, 1er vice-président puis président par intérim du Conseil général de l'Isère.
- Du 9 décembre 1997 au 27 mars 1998, président du Conseil général de l'Isère.

### Mandats parlementaires
- 16 mars 1986 - 14 mai 1988 : Député de l'Isère.
- 28 mars 1993 - 21 avril 1997 : Député de la 9e circonscription de l'Isère.

## Ouvrage
- Michel Hannoun, Nos solitudes : enquête sur un sentiment, Éditions du Seuil, 1991